# Ziarniniak

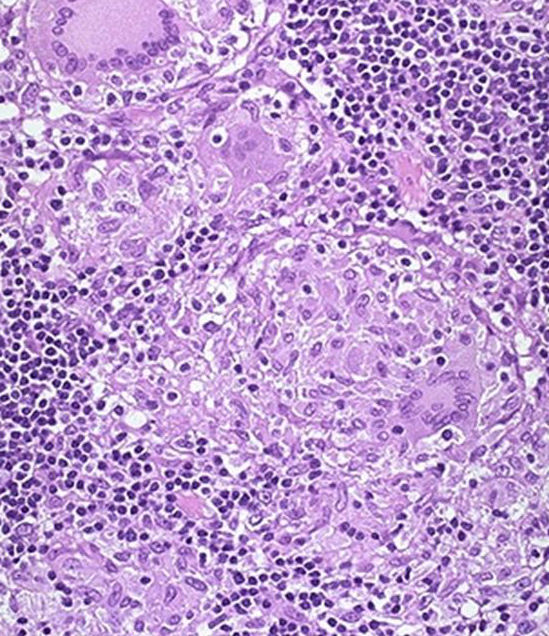
Preparat z nieserowaciejącym ziarniniakiem w okrężnicy pacjenta z chorobą Crohna (barwienie HE)

Ziarniniak (niepoprawne: ziarniak; łac. granuloma) – zgrupowanie epitelioidalnych makrofagów oraz innych komórek zapalnych i należących do układu odpornościowego, a także macierzy pozakomórkowej, zwykle otoczone przez mankiet limfocytów. 
Ziarniniaki są małymi grudkami występującymi na przykład w chorobie Leśniowskiego-Crohna, gruźlicy, trądzie, sarkoidozie, berylozie, kile, chorobie kociego pazura oraz ziarniniakowatości z zapaleniem naczyń i zespole Churga-Strauss (powiązanych chorobach autoimmunizacyjnych).